# Šišák
Šišák (německy Schieferberg, místně též Břidličný vrch) je zalesněný znělcový vrch o nadmořské výšce 483 metrů ve Cvikovské pahorkatině mezi vrchy Ortelem a Slavíčkem na severu České republiky, v okrese Česká Lípa, asi 5 km jihovýchodně od Nového Boru.

## Cestovní ruch
V sedle na jihozápadě vrchu se nachází kaple sv. Františka z Assisi (zvaná též Záhořínská kaple), koncové místo zelené trasy od Zákup. Na vrchol značená trasa nevede, neznačená od Záhořínské kaple vede přes vrchol. Pod severním úpatí je vyznačená červená okružní trasa ze Sloupu v Čechách, pod kopcem na jižní a východní straně vede trasa značená žlutě mezi Cvikovem a Sloupem.

## Katastr
Kopec je na východním okraji katastru obce Sloup v Čechách (č.750 654), Záhořínská kaple je již na sousedním katastru Svitava (683 841). Kopec i okolí patří pod Cvikovskou pahorkatinu.

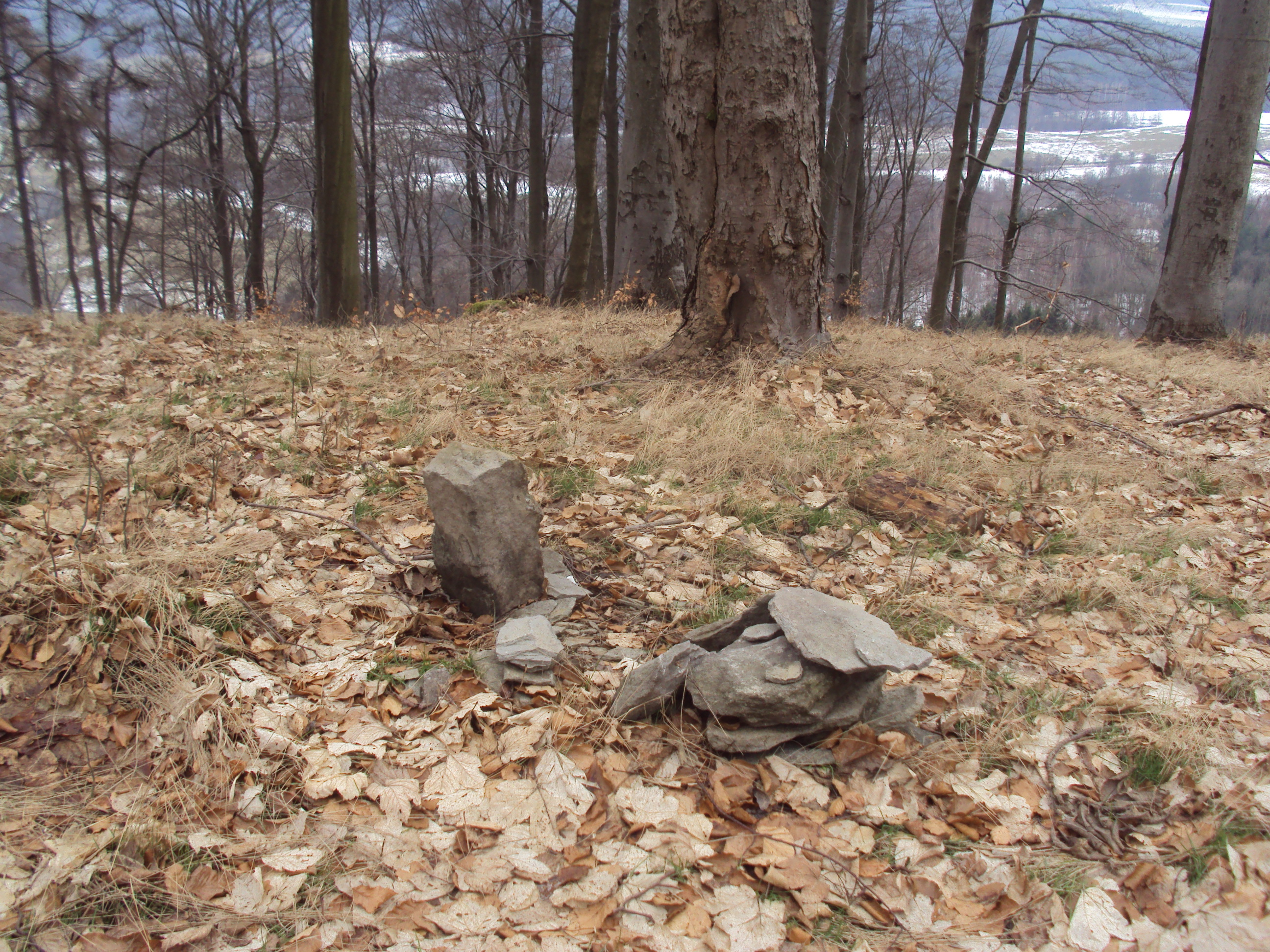
Vrcholový kámen na Šišáku